# Иманенция
Иманенция (или също иманентност) произлиза от латинското in manere – „да останеш в рамките на, вътре в“, и се отнася до философските и метафизичните теории за божественото присъствие, които поддържат, че божественото битие, или същност, се проявява (манифестира) във и чрез всички аспекти на материалния свят. Това обикновено се прилага в монотеистичните, пантеистичните или панентеистичните вярвания, за да се предположи, че духовният свят прониква в не-духовния, и често контрастира на идеята за трансценденция.
Иманентността обикновено се свързва с мистицизма и мистичните учения, но повечето религии имат елементи както на иманентни, така и на трансцендентни вярвания в своите учения.